# Martí Domínguez
Martí Domínguez i Romero (Madrid, 1966) es un escritor y ensayista español en valenciano. En 2007 publicó El regreso de Voltaire, una novela histórica sobre los últimos días de filósofo francés.

## Biografía
Doctorado en biología por la Universidad de Valencia, ha desarrollado su trabajo compatiblizándolo con la literatura y el periodismo. Fruto de su formación académica, ha publicado diversos artículos y libros divulgativos sobre botánica y entomología. Como escritor, su primera novela fue Les confidències del comte de Buffon en 1997, que tuvo una gran acogida. Es director de la revista de divulgación de la ciencia Mètode.

## Obras

### Narrativa
- Les confidències del comte de Buffon (1997). Traducida al español como Las confidencias del conde de Buffon (1999)
- El secret de Goethe (1999)
- El prat del Parnàs (1999)
- Cuqueta roia (2000)
- El retorn de Voltaire (2007). Traducida al español: El regreso de Voltaire (2007); Traduzione italiana: "Il ritorno  di Voltaire" (2010) di Riccardo Cochetti - Edizioni Libreria Croce di Fabio Croce - Roma
- La sega (2015)
- L'esperit del temps (2019)

### Ensayo
- Peiximinuti, 1993.
- Natura i símbol, 2000.
- Bestiari, 2000.
- Veus de ciència, 2017.

## Premios
- 1997 - Premio Andròmina de narrativa por Les confesions del comte de Buffon
- 1998 - Premio Joan Crexells de narrativa por Les confesions del comte de Buffon
- 1998 - Premio de la crítica de la Universidad de Valencia por Les confesions del comte de Buffon
- 1999 - Premio Prudenci Bertrana por El secret de Goethe
- 1999 - Premio de la crítica de la Universidad de Valencia por El secret de Goethe
- 2007 - Premio Josep Pla por El retorn de Voltaire
- 2013 - II Premio 'Llegir' de la Fundación Bromera por Les dones i els dies
- 2017 - Premio Internacional de Divulgación Científica Ciutat de Benicarló por Veus de ciència
- 2019 - Premio Òmnium a la mejor novela del año en catalán por L'esperit del temps
- 2023 - Premio Bones Lletres d'Assaig Humanístic[1]